# 140
Năm 140 là một năm trong lịch Julius. 